# メアリー・オライリー
メアリー・マーガレット・オライリー（英: Mary Margaret O'Reilly、1865年10月14日 - 1949年12月6日）は、アメリカ合衆国の公務員であり、1923年から1938年までアメリカ合衆国造幣局の支配人補を務めた。当時のアメリカ人女性として最高級の位の公務員となった者であり、造幣局には34年間務め、その間に支配人の不在時には代行を務めたことも多かった。
オライリーは1865年10月14日に、マサチューセッツ州スプリングフィールドで、アイルランド系移民の家庭に生まれた。そこで成長したオライリーは、14歳の頃に、未亡人となった母や自分の兄弟達を養うために学校を離れた。地元の繊維工場で働き始めると共に、夜間学校で事務員としての訓練を受け、その後はウースターで18年間事務員として働いた。1904年、オライリーは造幣局での地位を得て、ワシントンD.C.に移転することになった。造幣局内では急速に昇進した。当時の女性としては異常なほどの待遇であり、アメリカ合衆国議会で証言するために呼び出されることも多かった。造幣局の支配人の多くが政治的に指名されてくる者であり、局の運営に関して知識も関心も無いことが多かったので、局を運営する任務はオライリーに任されることが多かった。1924年、オライリーは正式に支配人補に指名された。
1933年、造幣局では初めての女性支配人ネリー・テイラー・ロスが着任し、最初はロスとオライリーの間に不信があったものの、その後は固い絆で結ばれるようになった。オライリーは1935年に定年退職する予定だったが、局の運営には欠かせない存在であると考えられ、時の大統領フランクリン・ルーズベルトが退職を1938年まで延期させた。その後もワシントンD.C.に留まっていた。造幣局の業務に関わることはなく、その関心の多くをカトリックの慈善事業に向けた。

## 初期の経歴
メアリー・マーガレット・オライリーは1865年10月14日に、マサチューセッツ州スプリングフィールドで生まれた。父はジェイムズ・A・オライリー、母はジョアンナであり、二人ともアイルランドからの移民だった。メアリーは5人兄弟だった。一家はスプリングフィールドに住み、近くのチコピーでは父が酒類の卸しをしていた。父は1873年に病気で死んだ。その死で家族に収入の道が無くなった他に法律上の問題も生じた。この時閉鎖していた父の事業の事務員だったオースティン・オライリーが、残っていたアルコールを売ることで不動産を残そうとしたが、そのための免許が無かった。母のジョアンナ・オライリーには事業に関する知識が無かった。オースティンが免許なしに酒類を運んだことは、マサチューセッツ州最高司法裁判所で有罪とされた。
メアリー・オライリーは14歳のあるいは14歳になって間もないとき、学校は9年生を終えて退学した。家族を養う助けになる必要があったからだった。地元の繊維工場の1つで働いた可能性があり、このとき事務員、および速記者として訓練を積むために夜学に通った。1885年から1903年、事務員として働き、ウースターで母が所有する寮で兄弟の1人と共に住んでいた。

## 造幣局（1904年–1938年）

### 頭角を現す
オライリーは1904年、38歳のときにクラスD一時雇い事務員として、アメリカ合衆国造幣局に雇用された。他の新人の大半よりも年長だった。まずワシントンD.C.の造幣局本部で働き、このとき支配人のジョージ・E・ロバーツが彼女の事業経験と能力に印象を受けた。当初は一時雇いという待遇だったが、1905年には常雇いに転換され、同年にはクラスIの事務員に昇進し、給与も1,200ドルになった。1911年、マーガレット・ケリーが造幣局検査官に任命されたとき、その人事の余波がオライリーにも及び、会計査定人になった。このことで実質的に造幣局の事務長ということになり、契約の全てを照査する責任を持たされた。オライリーが退職する前では最後の造幣局の支配人だったネリー・テイラー・ロスの伝記作者、テバ・J・シアに拠れば、「男性が支配していた職場環境にある組織で、このようにオライリーが昇り詰めていったことには、推進力と知性というほとんど前例の無い組み合わせがあったに違いない」としていた。

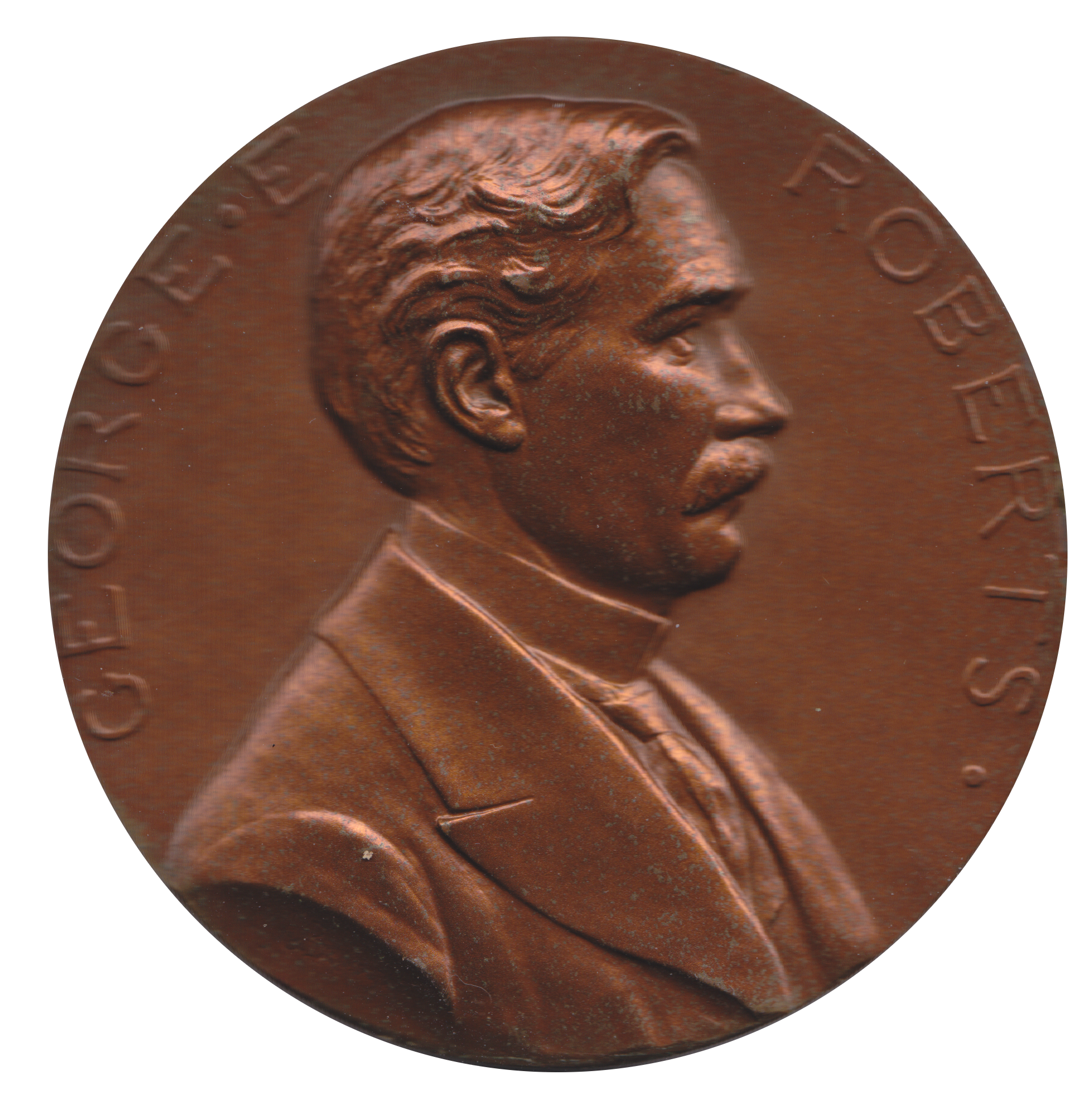
造幣局支配人のジョージ・E・ロバーツ、彫り師主任チャールズ・E・バーバーによる造幣局メダルの肖像

1910年代、オライリーは昇進し続け、金塊検査官と金塊計算官を務めた。アメリカ合衆国議会で証言するために呼び出されることも多かった。1915年、ロバート・W・ウーリーが造幣局の支配人に指名され、オライリーはが造幣局に務めた3分の1世紀で支配人になった中でも、オライリーが馬の合った人物だった可能性がある。オライリーが個人的に好意を持ってメモを残すことが多く、それにウーリーも応えた。ウーリーが1916年8月に辞任した後、翌月に後任のフリードリヒ・ヨハネス・ヒューゴ・フォン・エンゲルケンが着任するまでの期間の一部で、オライリーが支配人代行を務めた。ただし、造幣局調整官のフレッド・H・シャフリンがその期間の大半で支配人代行となっていた。

### 支配人補
20世紀初期、造幣局の支配人の大半は政治的な指名職であり、造幣局に関する前歴は無かった。フォン・エンゲルケンは1916年から1917年に掛けて6か月間支配人の職にあったが、造幣局と分析評価所の監督の大半をオライリーに任せた。1916年、収集家の間で人気のあるプルーフ貨幣の制作が取りやめられた。局が特別貨幣の制作を止めることは、収入を失くすことであり、その提案はフィラデルフィア造幣所の監督官アダム・M・ジョイスからなされたものであり、フォン・エンゲルケンがそれを承認したが、オライリーは貨幣収集家に宛てた手紙の多くに署名し、政策の変更について非難を受ける立場になった。
1917年2月、フォン・エンゲルケンが辞任したとき、その後任であるレイモンド・T・ベイカーは、女性が政府で高い役職につく場合が増えていくと予測しており、オライリーにはより公的な役割を与えた。ベイカーは毎年連邦議会で造幣局に対する予算割り当て請求を説明するために出席したが、その背後にはオライリーが座っていた。1920年と1921年、ベイカーは議会で、当時執行事務員の肩書だったオライリーを支配人補に指名させようとしたが、成功しなかった。ウォレン・ハーディングが大統領に就任した後、1922年にベイカーはハーディングのオハイオ・ギャングの1人だったフランク・E・スコビーと交代した。この新任支配人は造幣局の仕事にほとんど興味が無く、オライリーは局の運営を監督したばかりでなく、1922年の議会に出席して予算割り当て請求を説明し、自分自身を支配人補に指名させる動きを続ける主要人物となった。このときに議会が提案を容れ、オライリーは1924年から正式に支配人補になった。
1921年12月、ベイカーが3日間列車で西海岸に移動していた間に、ピース1ドル銀貨のデザインについて広報の危機が持ち上がった。貨幣のデザイナーであるアンソニー・ド・フランシシが、戦争の終結を象徴することを意図して裏面デザインに折れた刀を入れていたが、それを不名誉の象徴と解釈した者が多かった。第一次世界大戦の終わった後であるだけに、そのようなデザインが国内で起こした怒りは、大変敏感なものだった。ベイカーが対応できない状態だったので、オライリーは刀を外さねばならないと考え、財務次官のシーモア・パーカー・ギルバートに接触した。ギルバートは長官代行として改訂デザインを承認した。造幣局の彫り師主任ジョージ・T・モーガンが、既に準備されていた鋳型から巧みに刀を取り除いた。それはベイカーがまだ見てもいない裏面デザインに電報で承認を与えた前のことだった。
オライリーは、スコビーとその後継者ロバート・G・グラントの下で、造幣局の運営の大半を管理した。1920年代の好況の時代にあって造幣局は大変忙しかったが、貨幣の歴史家ロジャー・バーデットはその運営に欠陥があったと指摘している。例えば、フィラデルフィア造幣所の役人は、毎年の分析評価委員会による検査と試験のために各バッチから金貨を取りよけておく代わりに、年の初めによけていたバッグから評価用貨幣を取ったので、非標準の貨幣が検出されないままとなる可能性が増えていた。オライリーは鋳造工程にも注意深く監視を続けており、1931年11月にはサンフランシスコ造幣所にニッケル貨を20万個より少なく生産したと警告した。もしそれがそのまま発行されておれば、収集家が貯めこむことになる問題に発展するはずだった。オライリーは造幣所にその年の残り期間、ニッケル貨のみを鋳つよう指示した。その結果、1931-Sと記号のあるニッケル貨は120万個となり、バッファロー・ニッケルのシリーズの中で2番目に少ないものとなった。

### ルーズベルト政権と引退
民主党のフランクリン・ルーズベルトが1933年に大統領に就任したとき、オライリーはグラントの辞任後で支配人代行を務めていた。ルーズベルトは元ワイオミング州知事のネリー・テイラー・ロスを造幣局支配人に指名した。ロスはこの職に就く最初の女性となった。この時までにオライリーは67歳となっており、小さなお婆さんの雰囲気があり、「財務省の恋人」とあだ名されて、その精神的な強さと決断力を隠す効果があった。ロスの個人秘書であるエドネス・ウィルキンスは、この造幣局支配人補を「冷酷だ」と表現していた。

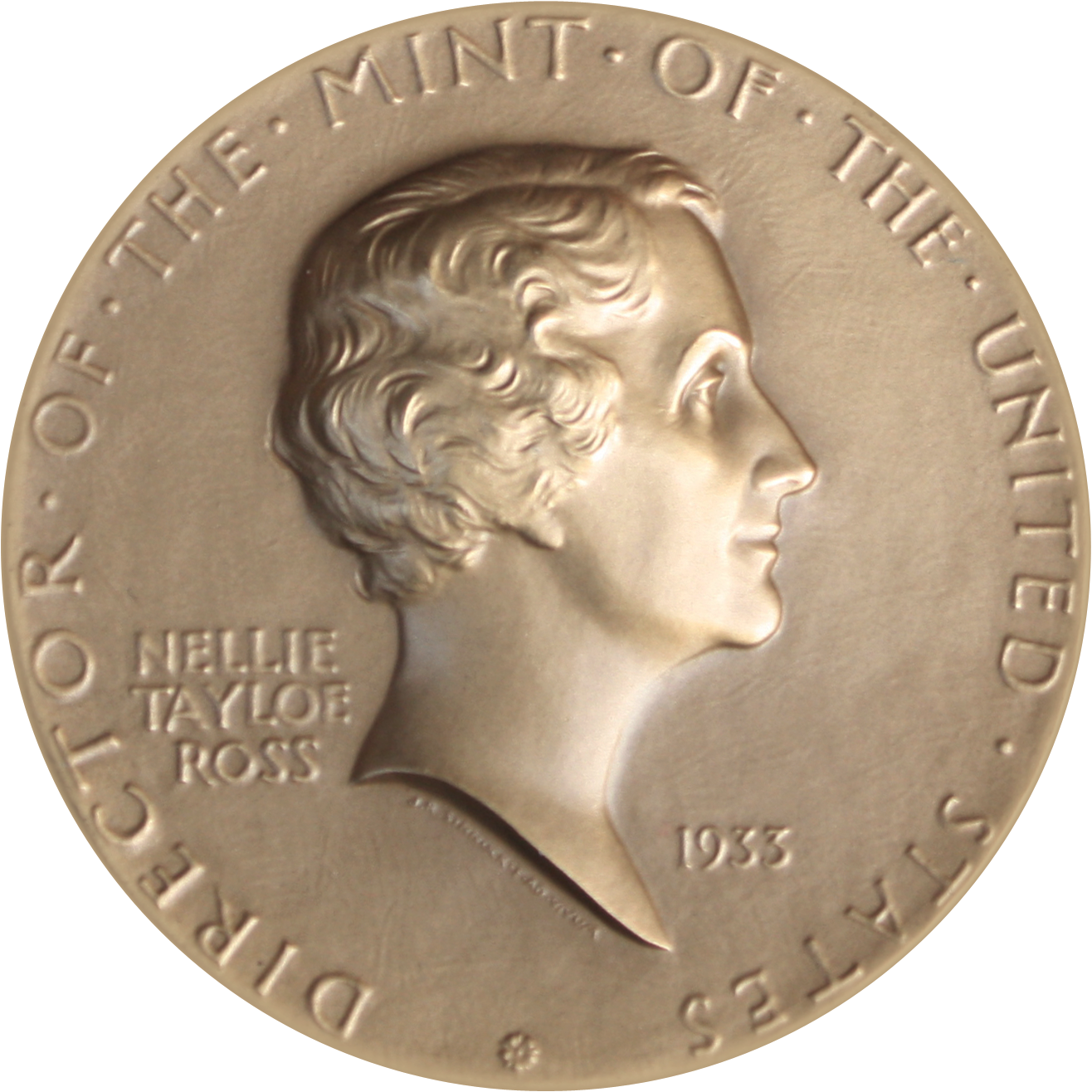
ネリー・テイラー・ロス、彫り師主任ジョン・R・シノックがデザインした造幣局メダルに描かれた肖像

ロスとオライリーは互いの疑念に打ち勝つ必要があった。ロスはエレノア・ルーズベルトやルーズベルトの選挙運動に関わった者達とのまずい関係に耐えてきたばかりであり、たたき上げの職員を信用しなかった。オライリーはグラントの後任として、造幣局とは何の経験も無いあらたな政治的指名者と対することになった。前任者のグラントは支配人になる前にデンバー造幣所で監督官だった。しかし短期間でこの2人の女性は互いの長所を認め合うようになった。
1933年から1934年に造幣局が直面せねばならなかった問題の中に、金貨の大半を回収することがあった。財務省が金貨を連邦準備銀行の支店に回収させることを認める規則を発行したとき、オライリーは支配人代行として自分の署名のあるメモを送り、連邦準備銀行は政府のスタンプがある金塊以外の金を受け入れる施設が無いと忠告した。当時の造幣局は財務省の中でも位置づけが低い方の官庁であり、財務長官の下に入る法の執行に関わるアメリカ合衆国シークレットサービスなどの機関より遥かに下に見られていた。バーデットは、この金に関する規制が、ルーズベルト政権の指名者にも前任のフーヴァー政権からの留任高級官僚にも造幣局に関する基本的な知識が欠如していたことを示したと指摘している。

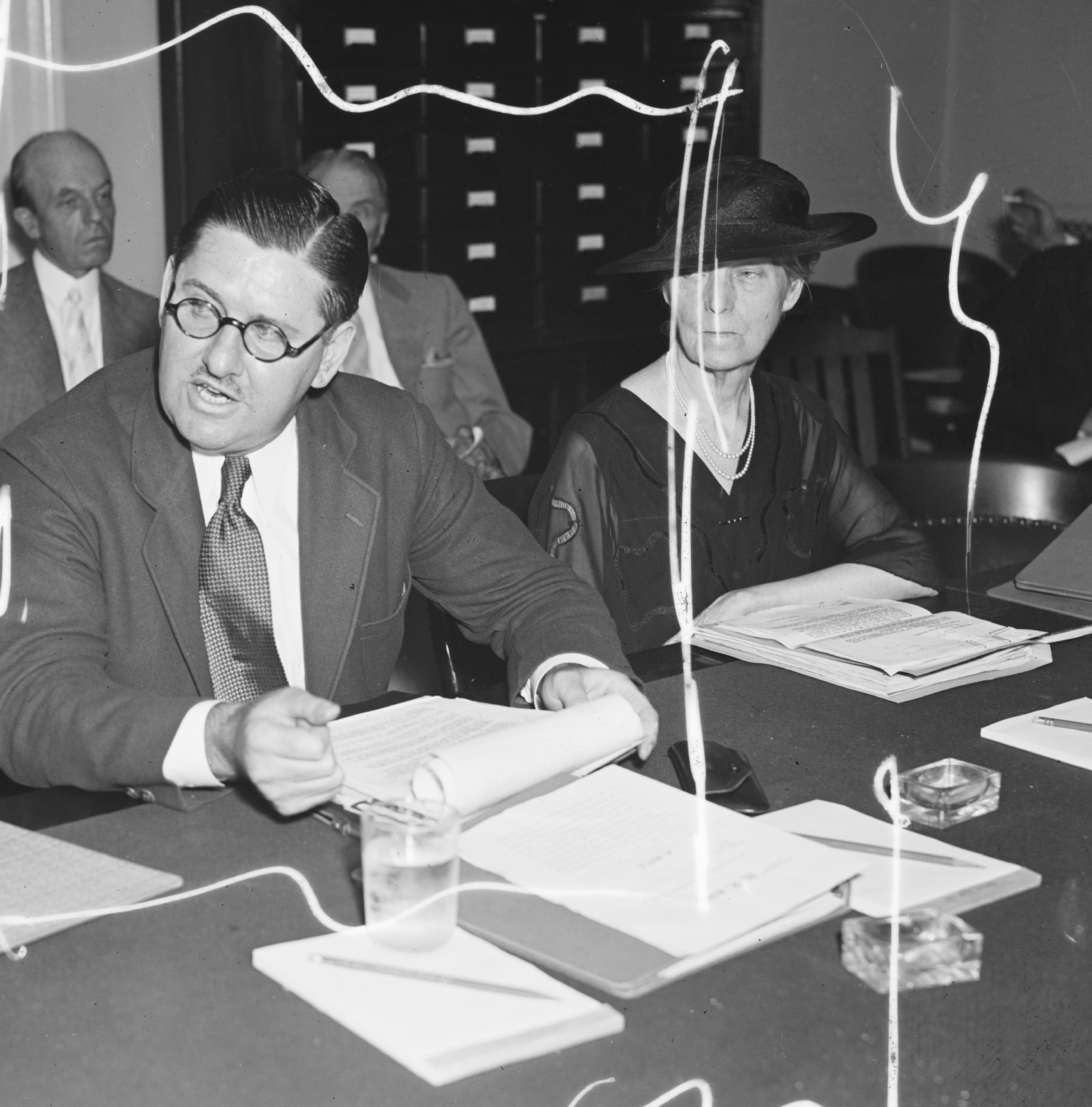
オライリー（右）と、財務省副顧問のC・M・ヘスター、連邦議会で証言しているところ、1935年8月

ロスとオライリーは間もなく、支配人と支配人補の間で任務を分けるようになった。支配人は公的事項を担当し、必要に応じて政策を決めることとし、一方支配人補は局の日々の運営を行うこととした。ロスは造幣局の施設を訪れ、ルーズベルトに報告を送り、ワイオミング州の民主党知事候補者の選挙運動を行うなど、多忙な移動スケジュールをこなした。このためにオライリーが支配人代行としてワシントンの本部を運営した。この期間に2人の女性は紋切り型ではあるが温かい内容の文通を行っており、オライリーはロス（造幣所回遊の旅に出ていた）に宛てて、「貴方がワシントンの事務所について心平安にしていられることを切望しているので、電報を度々打つことにします。それは手紙よりも直接的であり、最新のものになります。...貴方への愛と共に、私たちの愛する造幣局の施設への訪問が成功することを願って」と書いていた。シアは、オライリーがロスの現場からの報告書を貴重なものと見ていたことを示唆している。それらでは、貨幣の鋳造が比較的少なかった世界恐慌の初期から、2シフトあるいは3シフトまで増強して鋳造を行ったほど貨幣に対する強い需要があった1930年代半ばまで、造幣局が如何に回復したかが示されている。
1935年、オライリーはは連邦政府の定年である70歳に達していた。局の事情に関するその知識は広大なものであり、それが本当に必要なものだったので、ロスの要請により、ルーズベルト大統領の特別命令で定年の除外とされ、造幣局での特別執務期間が与えられた。ロスがその延長を支持したが、オライリーの支援無しに自分の仕事をやれないことが分かっていたので、会計の経験があるバージニア大学のフランク・ルランド・ハワードを雇い、オライリーの後任に据えるつもりだった。ルーズベルトは1936年にも同様な雇用延長を承認し、その特別扱いが重要なものと見なした財務長官のヘンリー・モーゲンソウ・ジュニアは彼女を称える午餐会を主催した。ルーズベルトは1937年後半にも再度もう1年雇用を延長したが、これが最後だと警告した。モーゲンソウは再度延長させようと試みたが、翌年7月に大統領が却下したので、オライリーは1938年10月29日付で退職し、後任にはハワードが就いた。
その退職に際し、オライリーの要請で退職を祝する儀式は行われなかったが、仲間の従業員たちが金を集めてダイアモンドをちりばめた時計を買い、彼女が受け取ってくれるよう説得した。ルーズベルト大統領とモーゲンソウ長官はオライリーの勤務に対して感謝状を贈った。「ニューヨーク・タイムズ」はオライリーの退職の言葉を伝えたが、インタビューは無かったinterview,。その1週間後に「ここには現代性もある。アメリカの女性に対する挑戦の答だ。女性が人生に何を望むかを示し、女性が獲得し与えることのできるものを示している」という論説を掲げた。

## 引退と死
オライリーは退職した後でもワシントンD.C.のヘイ・アダムズ・レジデンスで使っていた部屋に住み続けた。造幣局の事情に関わることは無かった。モーゲンソウは数通の手紙を送ったものの、仕事の話はしなかった。オライリーはカトリックの慈善事業のために寄付集めを組織することで忙しくしていた。1944年、正式に発行されることのなかった1933年ダブルイーグル20ドル金貨数枚がどのようにして市場に出回ったか、造幣局が調査したときもオライリーが尋問されることはなかった。この例外措置をバーデットは異常なことと見ている。
オライリーは1949年12月6日にワシントンD.C.で死んだ。「ニューヨーク・タイムズ」の死亡公告は、ルーズベルトが最初に雇用延長を認めたときのことを想起しており、記者が彼女にインタビューを求めると、次のような答が返ってきただけだったと記されていた。

大統領の大きな親切さに深く感謝します。仕事の無い人生はほんのわずかでも興味がありません。しかし私に関して何かお書きになるつもりですか？

## 原註
1. ↑  Relationship unknown. See Burdette 2014, p. 23.
2. ↑  分析評価委員会は役人と大統領が指名した公人で構成されており、比較的少数の貨幣を試験したが、デンバーで鋳造された1920年鋳造の4分の1ドル銀貨が純度の高すぎる銀で造られていることを見つけた。これはデンバー造幣所の内部検査で見過ごされていたものだった。 See Mellon, p. 631.
3. ↑  1931年のサンフランシスコ(S)造幣所鋳造を表す